# Jean Chapdelaine Gagnon
Pour les articles homonymes, voir Chapdelaine.
Ne doit pas être confondu avec Jean Chapdelaine.
Jean Chapdelaine Gagnon, né en 1949 à Sorel, est un poète et traducteur québécois. 

## Biographie
Jean Chapdelaine Gagnon détient une maîtrise ainsi qu'un doctorat de l’Université de Montréal portant sur le poète Hector de Saint-Denys-Garneau. En plus d'être chargé de cours à l'Université de Montréal, à l'Université du Québec à Montréal ainsi qu'au Cégep de Rosemont, il est l'auteur d'une quinzaine de recueils de poèmes et traducteur pour plusieurs maisons d'éditions dont Fides, Les Herbes rouges, XYZ, Les heures bleues, Libre Expression, Héritage et Trécarré.
Collaborateur au Devoir de 1984 à 1988, il collabore également à Music / Musique, revue du Centre national des Arts, en 1980 et 1981. En poésie, « Jean Chapdelaine Gagnon fait partie de ces personnes fidèles qui publient au Noroît depuis plus de trois décennies ». Il y fait notamment paraitre L dites lames (1980), Essaime (1983), Île de mémoire (1997), Tu (2000), Vigile (2003), Antonia (2013) ainsi que Hallali (2015),,. De plus Andrea Moorhead compile des textes de Chapdelaine-Gagnon pour une anthologie, La déchirure des mots, paru au Noroît en 2007, en plus de traduire plusieurs de ses textes aux États-Unis et en Angleterre. Jean Chapdelaine Gagnon signe également le choix et la préface de Femme infrangible de Célyne Fortin publié aux Éditions du Noroît,. 
Il est aussi l'auteur de L'Abécédaire des oiseaux en collaboration avec Guy Pagé (Les Heures bleues, 2007), L'Abécédaire du père Noël en collaboration avec Philippe Béha (Les Heures bleues, 2012) ainsi que de L'Abécédaire d'un zoo sans frontières illustré par Alvaro Marinho (Les Heures bleues, 2016). Chapdelaine Gagnon fait aussi paraitre un roman jeunesse, Au pays de l'oubli, illustré par Jean Hudon (Les Heures bleues, 2018).
En traduction, il signe les traductions de plusieurs titres dont Coups de cœur de Roy MacSkimming (Les Herbes rouges, 1995), Un visage à la Botticelli de W.D. Valgardson (Les Herbes rouges, 2001) ainsi que L'oiseau noir de Michel Basilières (XYZ,  2007),,.

## Œuvres

### Poésie
- L dites lames, avec quatre dessins de Lorraine Bénic, Montréal, Éditions du Noroît, 1980, 87 p. (ISBN 2890180433)

- Essaime, avec 5 dessins de Denis Demers, Montréal, Éditions du Noroît, 1983, 112 p. (ISBN 2890180883)

- Entretailles, Trois-Rivières, Écrits des Forges, 1984, 73 p. (ISBN 2890460649)
- N'ébruitez pas ce mot, avec des eaux-fortes, gaufrures et conception graphique de Lorraine Bénic, Montréal, Éditions du Noroît, 1985, 1 emboîtage.  (ISBN 289018112X)
- Les Langues d'aimer, Trois-Rivières, Écrits des Forges, 1986, 85 p. (ISBN 2890460908)
- Le Tant-à-cœur, avec une partition de Jean Philippe Beaudin, Montréal, Éditions du Noroît, 1986, 184 p. (ISBN 2890181251)
- Dans l'attente d'une aube, Montréal, Triptyque, 1987, 65 p. (ISBN 2890310493)
- Malamour, avec deux aquarelles de Ghislain Biron, Montréal, Éditions du Noroît, Remoulins sur Gardon, Éditions Jacques Brémond, 1988, 59 p. (ISBN 2890181634)
- Puis, avec cinq dessins de Peter Flinsch, Montréal, Éditions du Noroît, Remoulins sur Gardon, Éditions Jacques Brémond, 1989, 90 p. (ISBN 289018188X)
- Île de mémoire, Montréal, Éditions du Noroît, 1997, 69 p. (ISBN 2-89018-368-8)
- Tu : poèmes, Montréal, Éditions du Noroît, 2000, 61 p. (ISBN 2-89018-441-2)
- Sur le chemin de la croix, Montréal, Fides, 2003, 67 p. (ISBN 2-7621-2493-X)
- Vigile, avec une gravure de Lorraine Bénic, Montréal, Éditions du Noroît, 2003, 65 p. (ISBN 2-89018-509-5)
- Cantilène, suivi de, Jour-nuit, et de, Gymnopédies, avec un tableau de Michel Gagnon, Montréal, Éditions du Noroît, 2006, 120 p. (ISBN 2-89018-567-2)
- La déchirure des mots, choix de textes et présentation par Andrea Moorhead, Montréal, Éditions du Noroît, 2007, 154 p. (ISBN 978-2-89018-568-5)
- Abécédaire des oiseaux, en collaboration avec Guy Pagé, Montréal, Les Heures bleues, 2007, n.p. (ISBN 978-2-922265-41-5)
- Nativités : quinze hymnes pour le temps de Noël, avec des illustrations de Gérard Dubois, Montréal, Fides, 2008, 99 p. (ISBN 978-2-89007-993-9)
- Abécédaire du père Noël, en collaboration avec Philippe Béha, Montréal, Les Heures bleues, 2012, 63 p. (ISBN 9782922265873)
- Antonia, Montréal, Éditions du Noroît, 2013, 115 p. (ISBN 9782890188044)
- Hallali, Montréal, Éditions du Noroît, 2015, 72 p. (ISBN 9782890189171)
- Abécédaire d'un zoo sans frontières, avec les illustrations de Alvaro Marinho, Montréal, Les Heures bleues, 2016, 64 p.  (ISBN 9782924277973)

### Roman jeunesse
- Au pays de l'oubli, illustré par Jean Hudon, Montréal, Les Heures bleues, 2018, 79 p. (ISBN 9782924537732)

### Traduction
- Fille à papa, de Charlotte Vale Allen, Traduit par Jean Chapdelaine-Gagnon, Saint-Lambert, Héritage+Plus, 1980, n.p. (ISBN 0-7773-5535-3)
- Triade, de Richard Rohmer, traduit de l'anglais par Jean Chapdelaine Gagnon, Montréal, France-Amérique, 1983, 298 p. (ISBN 2890011739)
- L’Impayable Mme Chadwick, de John S. Crombie, Traduit par Jean Chapdelaine-Gagnon, Saint-Lambert, Héritage+Plus, 1984, n.p. (ISBN 0-7773-5716-X)
- L’univers de Robert Bateman, de Ramsay Derry, Traduit par Jean Chapdelaine-Gagnon, Montréal et Markham, Éditions du Trécarré, Madison Press Books, 1985, n.p. (ISBN 2-89249-121-5)
- La découverte de l’insuline, de Michael Bliss, Traduit par Jean Chapdelaine-Gagnon, Montréal, Paris, Éditions du Trécarré, Éditions Payot, 1988, n.p. (ISBN 2-89249-254-8)
- Le chagrin et la terreur, de Clark Blaise et Bharati Mukherjee, Traduit par Jean Chapdelaine-Gagnon, Saint-Léonard, Éditions du Roseau, 1988, n.p.
- Le loup, de Candice Savage, Traduit par Jean Chapdelaine-Gagnon, Saint-Laurent, Éditions du Trécarré, 1989, n.p. (ISBN 2-89249-304-8)
- Au-delà du personnage. Un récit autobiographique, de Maureen Forrester et McDonald Marci, Traduit par Jean Chapdelaine Gagnon, Montréal, Éditions Libre Expression, 1989, n.p. (ISBN 2-89111-396-9)
- Steinberg. Le démantèlement d’un empire, de Peter Hadekel et Ann Gibbon, Traduit par Jean Chapdelaine-Gagnon, Montréal, Éditions Libre Expression, 1990, n.p. (ISBN 2-89111-454-X)
- Les ordres trahis, Michael Harris, Traduit par Jean Chapdelaine-Gagnon, Montréal, Éditions Libre Expression, 1991, n.p. (ISBN 2-89111-483-3)
- Coups de cœur, de Roy MacSkimming, traduit de l'anglais par Jean Chapdelaine Gagnon, Montréal, Les Herbes rouges, 1995, 310 p. (ISBN 2-89419-060-3)
- Capitaines des Canadiens. Neuf des grandes légendes du Canadien, de Michael Ulmer, Michael, Traduit par Jean Chapdelaine Gagnon, Montréal, Éditions Libre Expression, 1996, n.p. (ISBN 2-89111-693-3)
- L'arbre du danger : de souvenance, de guerre et de la quête de ses origines, de David Macfarlane, traduit de l'anglais par Jean Chapdelaine Gagnon, Montréal, Les Herbes rouges, 1998, 302 p. (ISBN 2-89419-103-0)
- Une saison à l’opéra. D’Orphée à Ariane, de Owen Lee, Traduit par Jean Chapdelaine-Gagnon, Montréal, Fides, 1999, n.p. (ISBN 2-7621-2131-0)
- Andropause. Ce que les hommes ne disent pas et qui transforme toute leur existence, de Jed. Diamond, traduit par Jean Chapdelaine-Gagnon, Montréal, Éditions Libre Expression, 1999, n.p. (ISBN 2-89111-814-6)
- Pour un nouvel art de vivre, de Daisaku Ikeda, René Simard et Guy Bourgeault, traduit et adapté de l'anglais par Jean Chapdelaine Gagnon, Montréal, Presses de l'Université de Montréal, 2001, 292 p. (ISBN 2-7606-1802-1 et 2-7606-1823-4)
- Un visage à la Botticelli, de W.D. Valgardson, traduit de l'anglais par Jean Chapdelaine Gagnon, Montréal, Les Herbes rouges, 2001, 270 p. (ISBN 2-89419-137-5)
- Le chemin de la méditation, de John Main, Traduit par Jean Chapdelaine-Gagnon, Montréal, Bellarmin, 2001, n.p. (ISBN 978-2-89646-052-6)
- L’équilibre sacré, de David Suzuki et Amanda McConnell, Traduit par Chapdelaine-Gagnon, Montréal, Fides, 2001-2003, n.p. (ISBN 2-7621-2520-0)
- La société efficiente, de Joseph Heath, Traduit par Jean Chapdelaine-Gagnon, Montréal, Les Presses de l’Université de Montréal, 2002, n.p. (ISBN 2-7606-1838-2)
- Dans la mer de Gros-Pierre : vers pour enfants et jeunes poissons, de Al Pittman, illustrations de Pam Hall, traduit et adapté de l'anglais par Jean Chapdelaine Gagnon, Montréal, Les Herbes bleues, 2005, 46 p. (ISBN 2-922265-34-X)
- Mon amie la lune, de Walid Taher, traduction et texte documentaire de Jean Chapdelaine Gagnon, Montréal, Les Heures bleues, 2006, 28 p. (ISBN 2-922265-40-4)
- Une histoire du monde arctique. Le dernier territoire imaginaire, de Robert McGhee, Traduit par Chapdelaine-Gagnon, Montréal, Fides, 2006, n.p.  (ISBN 978-2-7621-2682-2)
- L'oiseau noir, de Michel Basilières, traduit de l'anglais par Jean Chapdelaine Gagnon, Montréal : XYZ,  2007, 219 p. (ISBN 978-2-89261-488-6)
- Dieu fait un rêve, de Desmond Tutu, Traduit par Chapdelaine-Gagnon, Montréal, Novalis, Bayard, Desclée de Brouwer, 2008, n.p. (ISBN 9782922265729)
- Vieillir et se réaliser pleinement, de Joan Chittister, Traduit par Jean Chapdelaine-Gagnon, Montréal, Bellarmin, 2009, n.p. (ISBN 978-2-89007-999-1)
- Octobre 1970. Dans les coulisses de la Crise, de William Tetley, Traduit par Chapdelaine-Gagnon, Saint-Lambert, Éditions Héritage, 2010, n.p. (ISBN 978-2-7625-9031-9)
- Les mangues de Tara et autres nouvelles, de Vithal Rajan, avec quatre tableaux de Laxman Aelay, traduction de Jean Chapdelaine Gagnon, Montréal, Les Heures bleues, 2011, 139 p. (ISBN 9782922265729)
- L’or des gitans - Vol. 4,5,6 : La vengeance de Nostromous, de Elaine Arsenault, Traduit par Jean Chapdelaine-Gagnon, Saint-Lambert, Dominique et compagnie, Collection Grand Roman, 2012, n.p. (ISBN 978-2-89686-142-2, 978-2-89686-143-9 et 978-2-89686-151-4)
- En quête de sens et de profondeur – Méditer avec John Main, de Peter Ng, Traduit par Chapdelaine-Gagnon, Montréal : Méditation chrétienne, Medio Media, 2013, n.p. (ISBN 978-2-922784-06-0)